# Gianni Santuccio
Gianni Santuccio (21 de mayo de 1911 – 29 de septiembre de 1989) fue un actor teatral, cinematográfico, televisivo y radiofónico de nacionalidad italiana.

## Biografía
Nacido en Clivio, Italia, su nombre de nacimiento era Giovanni Santuccio. 
Santuccio se inició en la radio trabajando para el Ente Italiano per le Audizioni Radiofoniche (EIAR), siendo una de sus primeras piezas  È passato qualcuno, de Enrico Bassano, con dirección de Nino Meloni (1941).
En 1942 se diplomó en la Accademia Nazionale d'Arte Drammatica, y debutó en la escena con Giulio Donadio. Trabajó con Ruggero Ruggeri, Luigi Cimara y Sarah Ferrati, actuando también en el Piccolo Teatro di Milano, y formando parte del reparto de obras de Luigi Pirandello, William Shakespeare, Antón Chéjov, Johann Wolfgang von Goethe, Henrik Ibsen, Ugo Betti, Vittorio Alfieri y Jean-Paul Sartre.
Decisivo, desde el punto de vista profesional y privado, fue su encuentro con Lilla Brignone, con la cual formó compañía, primero con Memo Benassi y después con Salvo Randone y Lina Volonghi.
Entre sus inolvidables interpretaciones del bienio 1948-49, bajo la dirección de Giorgio Strehler, figuran las que realizó con textos de Shakespeare (Ricardo II, La tempestad, Romeo y Julieta, La fierecilla domada) y con algunos de los primeros autores rusos, como fue el caso de Antón Chéjov (La gaviota) o Fiódor Dostoyevski (adaptación teatral de Crimen y castigo). La carrera teatral de Santuccio continuó, siempre coronada por el éxito, hasta los años 1980 (en 1970 obtuvo el premio Riccione por la dirección de Danza di morte, de August Strindberg).
Autor de repertorio clásico, dotado de una voz inconfundible, pero capaz también de interpretaciones marcadas por una inquieta investigación psicológica, fue en esos años uno de los protagonistas del teatro radiofónico, participando en la emisión de obras como Macbeth (de Shakespeare, 1951, con dirección de Enzo Ferrieri), La trágica historia del doctor Fausto (de Christopher Marlowe, 1951, dirigida por Claudio Fino), Casa de muñecas (de Ibsen, 1953, dirección de Enzo Convalli), La alondra( de Jean Anouilh, 1954, dirección de Mario Ferrero), Los hermanos Karamazov (de Fiódor Dostoyevski, 1954, dirección de André Barsacq), L'ebrea di Toledo (de Franz Grillparzer, 1956, dirigida por Umberto Benedetto), Tartufo (1956, dirigida por Santuccio), Carmosina (de Alfred de Musset, 1957, dirección de Alessandro Brissoni) y Poltava (de Aleksandr Pushkin, 1959, con dirección de Giacomo Colli).
En los años 1960 actuó en L'aiuola bruciata (de Ugo Betti, 1960, dirigida por Pietro Masserano Taricco), Brodo di pollo con orzo (de Arnold Wesker, 1963, con dirección de Virginio Puecher), Il Passatore (de Massimo Dursi, 1964, dirigida por Virginio Puecher), y La dama de las camelias (de Alexandre Dumas (hijo), 1968, con dirección de Guglielmo Morandi).
En los años 1970, además de continuar con las actuaciones radiofónicas (Paesaggio, de Harold Pinter, 1970, dirigida por Mario Sequi; César y Cleopatra, de George Bernard Shaw, 1971, dirigida por Gian Paolo Serino; Il turno, de Luigi Pirandello, 1972, dirección de Morandi), participó en las memorables Entrevistas imposibles (1974), interpretando a Poncio Pilato y Copérnico (con dirección de Luigi Santucci), Denis Diderot y Marco Atilio Régulo (dirección de Umberto Eco), y Gabriele D'Annunzio (dirigida por Alberto Arbasino).
Entre sus últimas actuaciones para la radio se recuerda Una donna, un impero: Maria Teresa d'Austria (1980).
Gianni Santuccio falleció en Milán, Italia, en 1989.

## Teatro radiofónico
- Tartufo, de Molière, dirección de Gianni Santuccio, Compagnia Stabile del Teatro Manzoni de Milán
- Il re degli uomini di venerdì, de Michael O'Molloy, dirección de Sandro Bolchi (1956)

## Televisión
- La sorridente signora Beudet, de Guglielmo Morandi (1956)
- Romanzo, de Daniele D'Anza (1956)
- Due dozzine di rose scarlatte, dirección de Alberto Gagliardelli (1956).
- L'idiota, dirección de Giacomo Vaccari (1959)
- Una tragedia americana, dirección de Anton Giulio Majano (1962)
- L'affare Dreyfus, dirección de Leonardo Cortese (1968)
- Il segretario particolare, dirección de José Quaglio (1968)
- I demoni, dirección de Sandro Bolchi (1972)